# Barahona (Provinz)

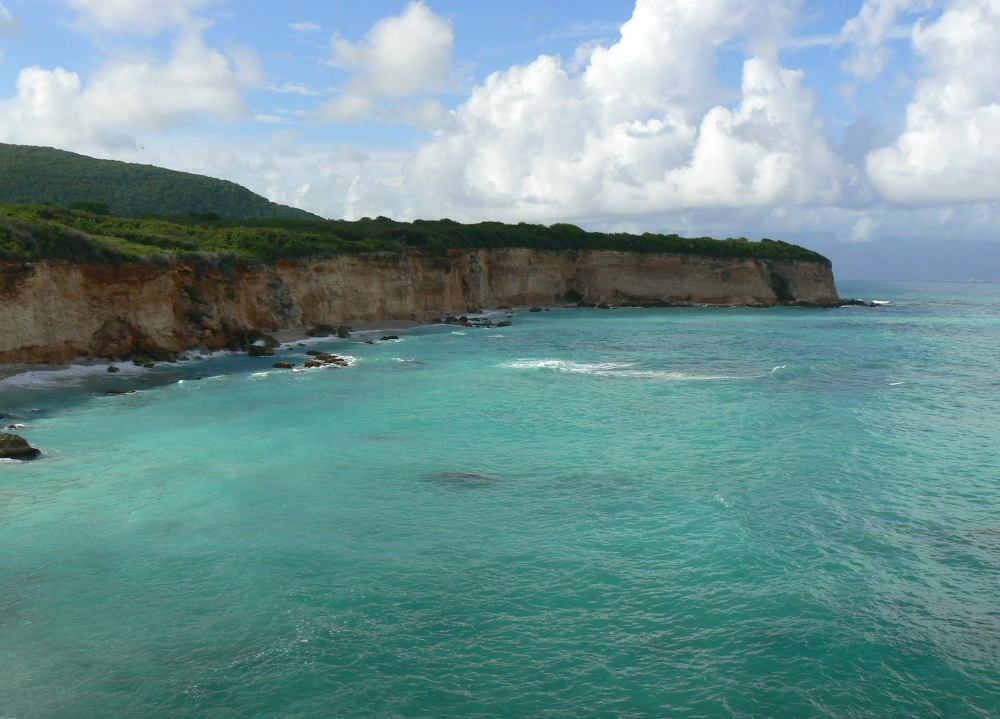
Küste nahe El Quemaíto

Barahona ist eine Provinz in der Dominikanischen Republik. Bis 1958 gehörte auch die Provinz Pedernales zur Provinz.

## Wichtige Städte und Ortschaften
- Cabral
- El Peñón
- Enriquillo
- Arroyo Dulce
- Fundación
- Pescadería
- Jaquimeyes
- Palo Alto
- La Ciénaga
- Bahoruco
- Las Salinas
- Paraíso
- Los Patos
- Polo
- Santa Cruz de Barahona
- El Cachón
- La Guazara
- Vicente Noble
- Canoa
- Fondo Negro
- Quita Coraza